# Culex cedecei
Culex cedecei är en tvåvingeart som beskrevs av Stone och Hair 1968. Culex cedecei ingår i släktet Culex och familjen stickmyggor. Inga underarter finns listade i Catalogue of Life.